# Wilhelm Daehn
Wilhelm Daehn (* 21. Februar 1872 in Worms; † 12. November 1943 in Bad Kösen) war ein deutscher Verwaltungsjurist und Kommunalbeamter.

## Leben
Als Sohn des Kaufmanns Ludwig Daehn besuchte Daehn das Eleonoren-Gymnasium Worms. Nach dem Abitur studierte er an der  Kaiser-Wilhelms-Universität Straßburg Rechtswissenschaft. Am 18. April 1893 wurde er Fuchs im Corps Palaio-Alsatia. Am 21. Januar 1894 recipiert, wurde er seiner Gesundheitsverhältnisse halber ohne Band entlassen. Das Band erhielt er auf dem FCC am 25. Mai 1918 zurück. Er war ab 1907 kommissarisch und ab 1909 offiziell Zweiter Bürgermeister von Weißenfels. Von 1921 bis 1933 war er Oberbürgermeister der Stadt. Nachdem er als 61-Jähriger im Frühjahr 1933 geheiratet hatte, trat er im November 1933 mit Ruhegehalt von seinem Amt zurück. Den Ruhestand verlebte er in Bad Kösen.